# 有村淳
有村 淳（ありむら じゅん、1966年4月6日 - ）は、日本の衣裳デザイナー。宝塚歌劇団所属。

## 略歴
1966年、大阪府大阪市に生まれる。
1988年、マロニエファッションデザイン専門学校ファッションデザイン学科を卒業し、アパレルメーカー・ライカに入社。
1991年、宝塚歌劇団に入団。衣装補として活動を始める。
1993年、雪組公演『TAKE OFF』で衣装デザイナーとしてデビューする。
1996年、雪組公演『エリザベート -愛と死の輪舞-』の衣装を手掛け、注目を集める。
『モーツァルト!』『マリー・アントワネット』など外部の公演においても衣裳デザイナーとして活動する。
2014年、第21回読売演劇大賞・優秀スタッフ賞を受賞。受賞対象は、『ロックオペラ モーツァルト』『春雷』の衣装。
2015年、月組公演『1789 バスティーユの恋人たち』に登場するマリー・アントワネットの衣装を自身のアトリエで製作した。
2023年、第30回読売演劇大賞にノミネートされた。

## 宝塚歌劇団での主な作品
日付は公演初日。有村以外の衣装デザイナーが関わった作品は文末に★を表記する。

### 本公演
- Eternal Voice 消え残る想い（2024年3月30日、月組）

### バウホール公演
- フォーエバー・ガーシュイン -五線譜に描く夢-（2013年6月7日、花組）
- the WILD Meets the WILD -W.M.W.-（2013年7月25日、宙組）
- 春雷（2013年8月29日、雪組）
- かもめ（2014年5月22日、星組）
- ノクターン -遠い夏の日の記憶-（2014年6月21日、花組）
- SANCTUARY（2014年9月6日、宙組）
- パルムの僧院 -美しき愛の囚人-（2014年10月24日、雪組）
- スターダム（2015年7月24日、花組）
- オイディプス王（2015年8月13日、専科）
- 相続人の肖像（2015年10月15日、宙組）

## 宝塚歌劇団以外の主な作品

### ミュージカル
- アニーよ銃をとれ（1997年4月2日 - 29日、新宿コマ劇場）
- カンパニー 結婚しない男（1999年2月5日 - 3月31日、青山劇場、札幌市教育文化会館、シアター・ドラマシティ）
- ミュージカル くるみ割り人形（2001年12月25日 - 2002年1月14日、赤坂ACTシアター）
- パナマ・ハッティー（2002年3月3日 - 30日、帝国劇場）
- シンデレラ（2002年8月4日 - 8月29日、新宿コマ劇場）
- モーツァルト!（2002年10月05日 - 12月29日、日生劇場、シアター・ドラマシティ、帝国劇場）
- シンデレラストーリー（2003年7月23日 - 8月31日、シアター・ドラマシティ、中日劇場、青山劇場）
- PURE LOVE（2003年9月18日 - 10月5日、アートスフィア、近鉄劇場）
- シューベルト 音楽に生きる（2004年7月29日 - 8月1日、日生劇場）
- アンナ・カレーニナ（2006年2月9日 - 4月2日、ル テアトル銀座ほか）
- メタルマクベス（2006年5月5日 - 7月4日、まつもと市民芸術館主ホール、青山劇場、大阪厚生年金会館大ホール）
- ダンス・オブ・ヴァンパイア（2006年7月2日 - 8月27日、帝国劇場）
- リボンの騎士 ザ・ミュージカル（2006年8月1日 - 27日、新宿コマ劇場）
- マリー・アントワネット（2006年11月1日 - 2007年5月30日、帝国劇場ほか）
- ルドルフ 〜ザ・ラスト・キス〜（2008年5月6日 - 6月1日、帝国劇場）衣裳[9]
- シンデレラ the ミュージカル（2008年8月6日 - 8月25日、新宿コマ劇場）
- 愛と青春の宝塚 〜恋よりも生命よりも〜（2008年12月2日 - 2009年3月10日、新宿コマ劇場ほか）
- TRIANGLE 〜ルームシェアのススメ〜（2009年3月27日 - 4月28日、PARCO劇場ほか）
- アイーダ The Musical AIDA（2009年8月29日 - 10月4日、東京国際フォーラムC、梅田芸術劇場メインホール）
- ザ★ミュージックマン（2010年4月23日 - 6月5日、東京芸術劇場中ホールほか）
- TRIANGLE VOL.2 〜探し屋ジョニーヤマダ〜（2011年10月30日 - 11月29日、PARCO劇場ほか）
- ロッキー・ホラー・ショー（2011年12月9日 - 2012年2月12日、KAAT神奈川芸術劇場ほか）
- サンセット大通り（2012年6月16日 - 7月8日、赤坂ACTシアター、シアターBRAVA!）
- ロックオペラ モーツァルト（2013年2月11日 - 2月24日、東急シアターオーブ、梅田芸術劇場メインホール）
- メリリー・ウィー・ロール・アロング 〜それでも僕らは前へ進む〜（2013年11月1日 - 12月8日、銀河劇場、シアター・ドラマシティ）
- オーシャンズ11（2014年6月9日 - 7月6日、東急シアターオーブ）
- ヴェローナの二紳士（2014年12月7日 - 2015年1月25日、日生劇場ほか）
- デスノート THE MUSICAL（2015年4月6日 - 5月24日、日生劇場、梅田芸術劇場メインホール、愛知県芸術劇場大ホール）
- 南太平洋（2015年7月9日 - 8月13日、シアター1010ほか）
- コインロッカー・ベイビーズ（2016年6月4日 - 7月3日、赤坂ACTシアターほか）
- きみはいい人、チャーリー・ブラウン（2017年4月9日 - 5月10日、シアタークリエほか）
- パレード（2017年5月18日 - 6月15日、東京芸術劇場プレイハウス、シアター・ドラマシティ、愛知県芸術劇場大ホール）
- モーツァルト!（2018年5月26日～6月28日・帝国劇場）衣裳[10]
- ドン・ジュアン（2019年8月30日 - 10月5日、TBS赤坂ACTシアター、刈谷市総合文化センター）
- ラヴズ・レイバーズ・ロスト 恋の骨折り損（2019年10月1日 - 11月17日、シアタークリエほか）
- 天保十二年のシェイクスピア（2020年2月8日 - 2月27日、日生劇場）
- ガイズ&ドールズ（2022年6月9日 - 7月29日、帝国劇場、博多座）
- 王様と私（2024年4月9日 - 5月8日、日生劇場、梅田芸術劇場メインホール）

### ストレートプレイ
- バタフライはフリー（2002年3月20日 - 4月7日、PARCO劇場、近鉄劇場）
- ダブリンの鐘つきカビ人間（2002年4月26日 - 6月9日、シアター・ドラマシティほか）
- 奇跡の人 -THE MIRACLE WORKER-（2009年10月23日 - 11月29日、Bunkamuraシアターコクーンほか）
- HiGH&LOW THE 戦国（2024年1月29日-2月25日、THEATER MILANO-Za）[11]

### ダンス公演
- ジャン・コクトー 堕天使の恋（2001年6月27日 - 7月8日、シアター・ドラマシティ、アートスフィア）

### テーマパーク
サンリオピューロランド
- 1〈ONE〉 ハローキティ ドリームレビュー（2000年3月10日 - 2002年3月17日）衣裳デザイン
- ハローキティ ドリームレビュー2 〜夢のコンサート〜（2002年3月26日 - 2004年4月4日）衣裳デザイン
- ハローキティの妖精フローレンス（2004年4月23日 - 2006年5月31日）衣裳デザイン
- ハローキティのくるみ割り人形（2006年6月24日 - 2009年4月5日）衣裳
- ハローキティとオズの魔法の国（2009年4月13日 - 2013年4月4日）衣裳
- 不思議の国のハローキティ（2013年4月20日 - 2018年1月31日）衣裳[12]
- Miracle Gift Parade（2015年12月5日 - ）衣装デザイン[13]
- KAWAII KABUKI 〜ハローキティ一座の桃太郎〜（2018年3月10日 - ）衣裳

### コンサート
- Mr.S "saikou de saikou no CONCERT TOUR"（2014年9月4日 - 2015年1月12日、東京ドームほか）スタイリスト★

### その他
- ジャニーズファンタジー KYO TO KYO（1997年8月 - 1998年12月、シアター1200）★
- 髙橋大輔・エキシビション『バチェラレット』（2007年7月 - 2008年、ドリーム・オン・アイス2007ほか）
- ドラゴンクエスト ライブスペクタクルツアー（2016年7月22日 - 8月31日、さいたまスーパーアリーナほか）